# 本玄寺
本玄寺（ほんげんじ）は、岐阜県美濃市にある日蓮正宗の寺院。山号は金仏山。本尊は本門戒壇之大御本尊。

## 歴史
1648年（慶安元年）、阿波国（現在の徳島県徳島市）に敬台寺の末寺として晫玄院日笈により創建。
その後、1913年（大正2年）6月24日に現在の岐阜県美濃市に移転した。また移転に伴い、徳島県阿南市に本玄寺の一字を取った正玄寺が日達上人によって創建された。
1981年（昭和56年）7月8日に本堂が改築された。

## 交通
- 長良川鉄道「梅山駅」より徒歩で約10分。